# Cladochaeta
Cladochaeta là một chi thực vật có hoa trong họ Cúc (Asteraceae).

## Loài
Chi Cladochaeta gồm các loài: